# Second Division (Hong Kong)
La Hong Kong Second Division League (in cinese 香港乙組聯賽) è la terza divisione del campionato di calcio di Hong Kong. È organizzata dalla Hong Kong Football Association dal 1908.
Dal 1908 al 2014 la dizione Hong Kong Second Division League designava il secondo livello del campionato nazionale. Dal 2014 designa il terzo livello del campionato. 

## Formula
Il torneo prevede un girone all'italiana in cui ogni squadra affronta le altre due volte, una volta in casa e l'altra in trasferta. Dato che molte squadre del campionato non hanno un proprio stadio di casa, le partite si giocano in stadi diversi. Pertanto una stessa squadra può giocare le gare casalinghe in vari impianti durante la stagione. Le prime due classificate del campionato al termine di ogni stagione ottengono la promozione in Hong Kong First Division League, mentre le ultime due classificate del campionato retrocedono in Hong Kong Third Division League.

## Albo d'oro

### Prima della seconda guerra mondiale
| Stagione | Vincitore             | Secondo                     | Terzo                 |
| -------- | --------------------- | --------------------------- | --------------------- |
| 1909-10  | 88th Co., R.G.A.      |                             |                       |
| 1910-11  | 88th Co., R.G.A.      |                             |                       |
| 1911-12  | 83rd Co., R.G.A.      |                             |                       |
| 1912-13  | 88th Co., R.G.A.      |                             |                       |
| 1913-14  | 88th Co., R.G.A.      |                             |                       |
| 1914-15  | St. Joseph's F.C.     |                             |                       |
| 1915-16  | 88th Co., R.G.A.      |                             |                       |
| 1916-17  | 4th K.O.S.L.I.        |                             |                       |
| 1917-18  | South China           |                             |                       |
| 1918-19  | St. Joseph's F.C.     | Staff and Departments       |                       |
| 1919-20  | Royal Navy Force      |                             |                       |
| 1920-21  | St. Joseph's F.C.     |                             |                       |
| 1921-22  | HMS Titania           |                             |                       |
| 1922-23  | King's Own Regiment   |                             |                       |
| 1923-24  | HMS Titania           |                             |                       |
| 1924-25  | Club de Recreio       |                             |                       |
| 1925-26  | South China           |                             |                       |
| 1926-27  | K.O.S.B.              |                             |                       |
| 1927-28  | K.O.S.B.              | St. Joseph's                |                       |
| 1928-29  | Royal Navy Force      |                             |                       |
| 1929-30  | Chinese AA            |                             |                       |
| 1930-31  | South Welsh Borderers |                             |                       |
| 1931-32  | South Welsh Borderers |                             |                       |
| 1932-33  | Chinese AA            |                             |                       |
| 1933-34  | South China           |                             |                       |
| 1934-35  | Lincolnshire Regiment |                             |                       |
| 1935-36  | Royal Navy Force      | Eastern Lancashire Regiment | Royal Welch Fusiliers |
| 1936-37  | Royal Navy Force      |                             |                       |
| 1937-38  | Middlesex Regiment    |                             |                       |
| 1938-39  |                       |                             |                       |
| 1939-40  | South China           |                             |                       |
| 1940-41  | Royal Engineers       |                             |                       |

### Dopo la seconda guerra mondiale
| Stagione  | Vincitore      | Secondo             | Terzo                  |
| --------- | -------------- | ------------------- | ---------------------- |
| 1946-47   | Sing Tao       |                     |                        |
| 1947-48   | Eastern        | Sing Tao            |                        |
| 1948-49   | Chinese AA     | K.M.B.              |                        |
| 1949-50   | News Vendors   | Kitchee             | Army                   |
| 1950-51   | Kitchee        | K.M.B.              | South China            |
| 1951-52   | South China    | Kitchee             | Chinese AA             |
| 1952-53   | South China    | Chinese AA          | China Gymnastics Assn. |
| 1953-54   | K.M.B.         | South China         | Taikoo Chinese         |
| 1954-55   | K.M.B.         | Chinese AA          | Little Sai Wan         |
| 1955-56   | K.M.B.         | Kitchee             | Jardine                |
| 1956-57   | Jardine        | Little Sai Wan      | Tung Wah               |
| 1957-58   | Little Sai Wan | Navy                | Caroline Hill          |
| 1958-59   | Happy Valley   | C.M.B.              | R.E.M.E.               |
| 1959-60   | Caroline Hill  | Little Sai Wan      | Aux. Fire Services     |
| 1960-61   | Five-One-Seven | Yuen Long           | Tung Sing              |
| 1961-62   | Tung Sing      | R.A.F.              | B & S                  |
| 1962-63   | Caroline Hill  | Army                | R.A.F.                 |
| 1963-64   | Tung Sing      | Sing Tao            | Rangers                |
| 1964-65   | Rangers        | Jardine             | HKFC                   |
| 1965-66   | Army           | HKFC                | Telephones             |
| 1966-67   | Telephones     | Fire Services       | Customs                |
| 1967-68   | Jardine        | Caroline Hill       | HKFC                   |
| 1968-69   | Fire Services  | HKFC                |                        |
| 1969-70   | Happy Valley   | Army                | Caroline Hill          |
| 1970-71   | Tsuen Wan      | Caroline Hill       | Mackinnons             |
| 1971-72   | Seiko          | Mackinnons          | HKFC                   |
| 1972-73   | HKFC           | Kwong Wah           | Urban Services Dept    |
| 1973-74   | Jardine        | Urban Services Dept | Sing Tao               |
| 1974-75   | Police         | HKFC                | K.M.B.                 |
| 1975-76   | K.M.B.         | Sea Bee             | Jardine                |
| 1976-77   | HKFC           | Blake Garden        | Police                 |
| 1977-78   | Police         | Kui Tan             | Tsuen Wan              |
| 1978-79   | HKFC           | Bulova              | Tsuen Wan              |
| 1979-80   | Police         | Tsuen Wan           | Po Chai Pills          |
| 1980-81   | Po Chai Pills  | Rangers             | Ryoden                 |
| 1981-82   | Ryoden         | Morning Star        | Police                 |
| 1982-83   | Police         | Zindabad            | HKFC                   |
| 1983-84   | Police         | Tsuen Wan           | Harps                  |
| 1984-85   | HK Electric    | HKFC                | Double Flower          |
| 1985-86   | HKFC           | Police              | Sing Tao               |
| 1986-87   | Sing Tao       | Po Chai Pills       | May Ching              |
| 1987-88   | HKFC           | Tin Tin             | Police                 |
| 1988-89   | Po Chai Pills  | HKFC                | Martini                |
| 1989-90   | Martini        | May Ching           | Fukien                 |
| 1990-91   | Police         | Wong Tai Sin        | Sun Hei                |
| 1991-92   | Kitchee        | British Forces      | Wong Tai Sin           |
| 1992-93   | HKFC           | Rangers             | Police                 |
| 1993-94   | Frankwell      | Mansion             | Police                 |
| 1994-95   | HKFC           | Mansion             | Fire Services          |
| 1995-96   | Tung Po        | Kui Tan             | Five-One-Seven         |
| 1996-97   | Yee Hope       | HKFC                | Five-One-Seven         |
| 1997-98   | HKFC           | Sai Kung's Friend   | China Fortune          |
| 1998-99   | HKFC           | Fire Services       | Kitchee                |
| 1999-2000 | Tung Po        | HKFC                | Fukien                 |
| 2000-01   | HKFC           | Fukien              | Fire Services          |
| 2001-02   | Fukien         | Tung Po             | Mutual                 |
| 2002-03   | Kitchee        | Fire Services       | Mutual                 |
| 2003-04   | Citizen        | Hong Kong 08        | Mutual                 |
| 2004-05   | HKFC           | Mutual              | Lucky Mile             |
| 2005-06   | HKFC           | Tai Po              | Tung Po                |
| 2006-07   | Tung Po        | Shek Kip Mei        | Fukien                 |
| 2007-08   | Mutual         | HKFC                | Fukien                 |
| 2008-09   | Shatin         | Advance Tai Chung   | HKFC                   |
| 2009-10   | HKFC           | Tuen Mun            | Double Flower          |
| 2010-11   | Sham Shui Po   | Pontic              | Double Flower          |
| 2011-12   | Rangers        | Southern            | HKFC                   |
| 2012-13   | Yuen Long      | Happy Valley        | Eastern                |
| 2013-14   | Tai Po         | Wong Tai Sin        | HKFC                   |

### Come divisione di terzo livello
| Stagione | Vincitore                                     | Secondo                                       | Terzo                                         |
| -------- | --------------------------------------------- | --------------------------------------------- | --------------------------------------------- |
| 2014-15  | Wing Yee                                      | Sparta Rotterdam Mutual                       | Kowloon City                                  |
| 2015-16  | Tung Sing                                     | Eastern District                              | Sparta Rotterdam Mutual                       |
| 2016-17  | Sparta Rotterdam Mutual                       | Hoi King                                      | Central & Western                             |
| 2017-18  | Happy Valley                                  | Central & Western                             | Tuen Mun                                      |
| 2018-19  | North District                                | Sham Shui Po                                  | Kwun Tong                                     |
| 2019-20  | cancellata a causa della pandemia di COVID-19 | cancellata a causa della pandemia di COVID-19 | cancellata a causa della pandemia di COVID-19 |
| 2020-21  | Tung Sing                                     | Kwun Tong                                     | Kwong Wah                                     |
| 2021-22  | cancellata a causa della pandemia di COVID-19 | cancellata a causa della pandemia di COVID-19 | cancellata a causa della pandemia di COVID-19 |
| 2022-23  | 3 Sing                                        | Sai Kung                                      | Wing Go                                       |